# 히타치아오야기역
히타치아오야기역(일본어: 常陸青柳駅)은 일본 이바라키현 히타치나카시에 위치한 동일본 여객철도 스이군선의 철도역이다. 섬식 승강장 1면 2선의 구조를 갖춘 지상역이다.

## 이용 현황
| 승차 인원 추이 | 승차 인원 추이 |
| 연도           | 1일 평균       |
| -------------- | -------------- |
| 2006           | 135            |
| 2007           | 134            |
| 2008           | 147            |
| 2009           | 144            |

## 역 주변
- 국도 제6호선 · 국도 제349호선
- 아오야기 공워
  - 미토 시민 체육관
- 미토 시 공설 지방 도매시장

## 역사
- 1897년 11월 16일 : 오타 철도의 아오야기역으로서 개업.
- 1901년 10월 21일 : 오타 철도가 미토 철도로 영업 양도.
- 1927년 12월 1일 : 미토 철도가 국유화. 국유철도의 역이 되다. 동시에 히타치아오야기역으로 개칭.
- 1960년 2월 1일 : 화물 취급 폐지.
- 1983년 6월 1일 : 스이군선 CTC화에 의해 무인화. 교환 설비가 존속하지만, 승차권 발매의 간이위탁으로 행해져 없어짐.
- 1987년 4월 1일 : 일본국유철도 분할 민영화에 의해, 동일본 여객철도가 승계.
- 2001년 5월 8일 : 간이형 자동발권기 설치.

## 인접 역
| 스이군선       | 스이군선   | 스이군선                 |
| -------------- | ---------- | ------------------------ |
| 미토 미토 방면 | ■ 스이군선 | 히타치쓰다 고리야마 방면 |